# Дрен (Демир Капија)
Дрен (мкд. Дрен) је насеље у Северној Македонији, у јужном делу државе. Дрен је насеље у оквиру општине Демир Капија.

## Географија
Дрен је смештен у јужном делу Северне Македоније. Од најближег града, Кавадараца, село је удаљено 30 km источно.
Село Дрен се налази у историјској области Тиквеш. Село је у северном подножју планине Кожуф, на приближно 240 метара надморске висине. северозападно од насеља протиче речица Бошава.
Месна клима је измењена континентална са значајним утицајем Егејског мора (жарка лета).

## Становништво
Дрен је према последњем попису из 2002. године имао 94 становника.
Већинско становништво у насељу су етнички Македонци (100%).
Претежна вероисповест месног становништва је православље.